# Nupserha convergens
Nupserha convergens är en skalbaggsart som först beskrevs av Aurivillius 1914.  Nupserha convergens ingår i släktet Nupserha och familjen långhorningar.
Artens utbredningsområde är:
- Burundi.
- Kenya.
- Rwanda.

Inga underarter finns listade i Catalogue of Life.